# Chikila fulleri
Espèce
Synonymes
- Herpele fulleri Alcock, 1904
- Gegeneophis fulleri (Alcock, 1904)

Statut de conservation UICN

 DD  : Données insuffisantes
Chikila fulleri est une espèce de gymnophiones de la famille des Chikilidae.

## Répartition
Cette espèce est endémique d'Inde. Elle se rencontre en Arunachal Pradesh, en Assam, au Meghalaya et au Tripura.
Sa présence est incertaine en Birmanie et au Bangladesh.

## Description
L'holotype décrit par Alfred William Alcock mesure 220 mm. Cette espèce fouisseuse est anophtalme.

## Étymologie
Cette espèce est nommée en l'honneur de Joseph Bampfylde Fuller.

## Publication originale
- Alcock, 1904 : Description and reflections upon a new species of apodous amphibian from India. Annals and Magazine of Natural History, sér. 7, vol. 14, p. 267-273 (texte intégral).